# Rex Downing
Rex Haddon Downing (* 21. April 1925 in San Francisco, Kalifornien; † 18. November 2020 in Paso Robles, Kalifornien) war ein US-amerikanischer Schauspieler.

## Leben
Rex Downing begann seine Filmkarriere im Alter von 10 Jahren mit Auftritten bei den Kleinen Strolchen von Hal Roach. Bis 1937 übernahm er kleinere Rollen in einigen Filmen der Strolche. Erste Aufmerksamkeit erhielt er allerdings erst im Jahr 1939 durch seine Darstellung des jungen Heathcliff in William Wylers Literaturverfilmung Sturmhöhe nach dem gleichnamigen Roman von Emily Brontë. Im selben Jahr spielte er zudem eine der Hauptrollen im Filmserial Mandrake, the Magican. In König der Toreros (1941) verkörperte er Tyrone Powers Hauptfigur als Jugendlichen. Kurz vor seinem Dienst im Zweiten Weltkrieg erhielt er im Jahr 1942 eine nennenswerte Nebenrolle in The Mayor of 44th Street. 1946 kehrte der mittlerweile erwachsene Downing nach Hollywood zurück, erhielt allerdings nur noch kleinere Rollen. Ende der 1940er-Jahre zog er sich aus dem Filmgeschäft zurück.
Sein jüngerer Bruder Barry Downing (1931–1995) war ebenfalls als Kinderdarsteller aktiv. Rex Downing arbeitete später als Lehrer nahe Los Angeles und lebte zuletzt im kalifornischen Paso Robles. Er starb im November 2020 im Alter von 95 Jahren.

## Filmografie (Auswahl)
- 1935–1937: Die kleinen Strolche (Our Gang, 8 Kurzfilme)
- 1935: Branded a Coward
- 1936: General Spanky
- 1937: Stella Dallas
- 1937: Frisco-Express (Wells Fargo)
- 1939: Sturmhöhe (Wuthering Heights)
- 1939: Mandrake, the Magician (Filmserial)
- 1939: Nurse Edith Cavell
- 1939: The Escape
- 1941: König der Toreros (Blood and Sand)
- 1941: Das sind Kerle (Men of Boys Town)
- 1942: The Mayor of 44th Street
- 1946: Gas House Kids
- 1948: Schritte in der Nacht (He Walked By Night)
- 1948: Kennwort 777 (Call Northside 777)
- 1949: Akt der Gewalt (Act of Violence)